# Molophilus griseus
Molophilus griseus là một loài ruồi trong họ Limoniidae. Chúng phân bố ở miền Cổ bắc.